# Luigi Pio Tessitori
Luigi Pio Tessitori (Udine, 13 dicembre 1887 – Bikaner, 22 novembre 1919) è stato un indologo italiano.

## Biografia
Luigi Pio Tessitori nacque a Udine il 13 dicembre 1887 da Guido Tessitori e da Luigia Rosa Venier Romano. Dopo gli studi al Liceo classico Jacopo Stellini di Udine, si laureò nel 1910 presso l'Università di Firenze con una tesi sul Rāmacaritamānasa di Tulasī Dāsa.
Nel 1914 riuscì a partire per l'India e, dopo un periodo a Calcutta, si trasferì nel Rajasthan. Nei cinque anni in cui vi risiedette collezionò manoscritti e studiò la letteratura bardica e le tradizioni popolari indiane. Dopo l'incontro con Sir John Marshall, direttore generale dell'Archaeological Survey of India, partecipò anche ad alcuni scavi archeologici ed ebbe un ruolo di primo piano nella formazione del Museo Archeologico di Bikaner.
Nel 1919 ricevette la notizia che la madre era gravemente malata e quindi rimpatriò per alcuni mesi. A novembre dello stesso anno ritornò in India, ma durante il viaggio contrasse l'influenza spagnola; il 22 novembre 1919 morì a Bikaner.
Nel 1923 la famiglia decise di donare ai Civici Musei di Udine una serie di oggetti personali e parte della sua collezione di armi di provenienza indiana, ora conservate in una sala intitolata proprio a Luigi Pio Tessitori. La sua preziosa raccolta di manoscritti e libri a stampa (circa 4.000 volumi tra cui il Devi-Mahatmya, un codice miniato di origine indiana risalente al XVII secolo) si trova invece alla Biblioteca civica "Vincenzo Joppi" di Udine.